# Спорт в Португалии
Спорт в Португалии (порт. Desporto em Portugal) — один из наиболее востребованных португальцами видов деятельности.
Из всех видов спорта наиболее популярен в стране футбол. Зимние виды спорта развиты слабо. В истории участия страны в Олимпийских играх медали завоёвывались лишь в Летних Олимпиадах. Первая медаль получена в 1924 году, её получила команда в конном спорте.
Первый Олимпийский чемпион у Португалии был лишь в 1984 году, когда Карлош Лопеш завоевал медаль в мужском марафоне.